# KREEP

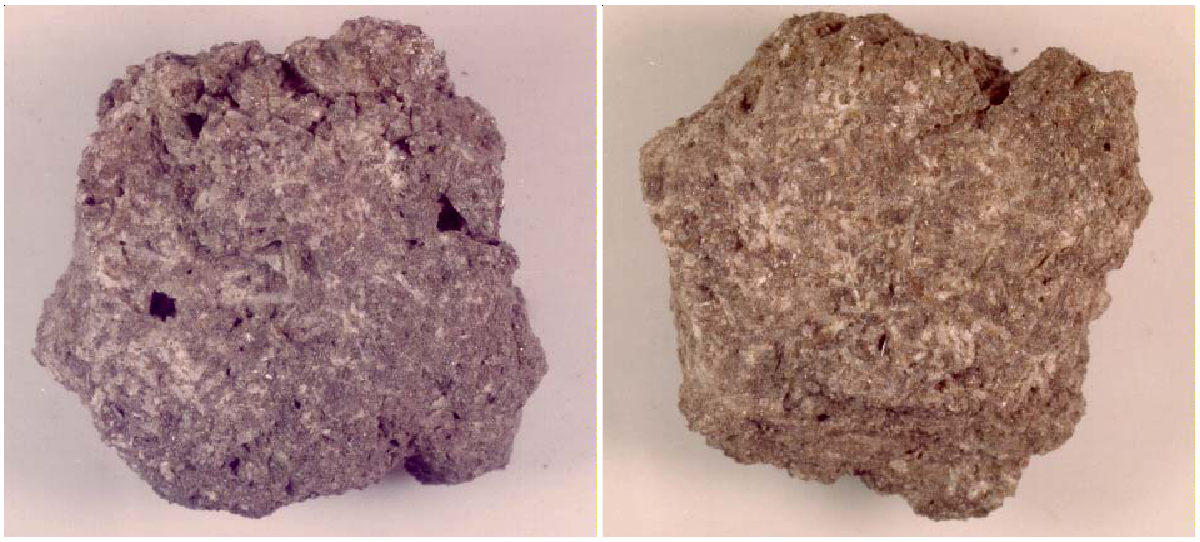
KREEP basalt van de Maan meegebracht door Apollo 15

KREEP is een Engels acronym van kalium, zeldzame aard-elementen en fosfor (potassium (K), rare earth elements and phosphorus (P)). Hiermee wordt vaak een bepaald type basaltische maansteen aangeduid dat relatief veel van deze elementen bevat.